# Smartshops
Una smart shop o smartshop, literalment botiga intel·ligent, és un terme en anglès per a designar un establiment de venda al detall especialitzant en la venda de susbstàncies psicoactives, normalment inclouen les psicodèliques i la bibliografia relacionada.
Als Països Baixos, on hi ha una legislació molt permisiva, també hi ha la majoria de les smartshops d'Europa, les vendes allà inclouen Salvia divinorum, Amanita muscaria, Peyote, San Pedro cactus, Tabernanthe iboga i diversos ingredients per a preparar Ayahuasca.
Des de desembre de 2008 els bolets màgics estan sota control estricte als Països Baixos, tanmateix la Psilocybina no està inclosa en la restricció de venda.
En temps passats als Països Baixos les smartshops també venien substàncies sintètiques que no eren il·legals en aquell país. Actualment la venda de drogues sintètiques que no estan explícitament aprovades com aliment, suplements o medicines és il·legal als Països Baixos.